# Orazio Guarguanti
Orazio Guarguanti (Soncino, 1554 – Venezia, 1611) è stato un medico e letterato italiano. Autore di alcuni importanti studi medici, si interessò particolarmente alla preparazione della teriaca, celebre polifarmaco diffuso nell'Italia del XVI secolo.

## Biografia

### I primi anni e la formazione
Orazio Guarguanti nacque a Soncino nel 1554 da una famiglia benestante. Qui il padre Paolo gli permise di iniziare i suoi studi sotto la guida di dotti precettori, per poi proseguire la sua formazione a Padova, studiando filosofia e medicina presso la locale università. Si laureò con il massimo dei voti il 3 marzo 1580. Il giovane Orazio si dimostrò uno studente modello, dall'irreprensibile condotta. Agli occhi dei suoi maestri ed esaminatori risaltarono immediatamente il suo ingegno e le sue capacità mnemoniche. A tal proposito Paolo Ceruti nella sua “Biografia Soncinate” testimonia come nel diploma di laurea egli venisse definito “dottissimo eruditissimo giovane, e così compitamente ornato d'ogni dote di natura, che nulla più si potesse in lui desiderare”. Seguì alla laurea un soggiorno a Bologna ove difese alcune delle sue conclusioni a cui giunse durante gli studi di medicina, fisica, logica e filosofia, tra cui l'importanza della Teriaca, rimedio allora che, a parere del Guarguanti, non riceveva il giusto merito.

### Il periodo veneziano
Guarguanti si trasferì a Venezia nel 1585, risiedendo nella contrada commerciale di Santa Maria Formosa, per esercitare nella città la professione medica. Tale percorso (dagli studi padovani all'esercizio nella Serenissima) era molto frequente, essendo Padova dominio della Repubblica Veneziana e suo punto di riferimento per la formazione dei giovani medici cittadini della Repubblica. Appena quattro anni dopo entrò nel collegio dei Medici di Venezia, distinguendosi per la sua abilità e il suo intelletto, che gli permisero di affermarsi nei salotti della ricca nobiltà cittadina. Nel 1595 diede alle stampe tre opuscoli, in cui approfondì le sue idee su altrettanti argomenti: la Teriaca, il consumo di determinate radici a fini terapeutici, e infine le virtù benefiche dell'uovo di gallina. Una corretta alimentazione era allora considerata, com'è tuttora, la base di una buona salute.Guarguanti fu il dedicatario di diverse opere a stampa (ulteriore elemento che dimostra la sua influenza) ed è menzionato in termini elogiativi in diversa letteratura coeva, nella quale si mettono in rilievo non solo le sue qualità di medico, ma la sua competenza letteraria e musicale. Moderata Fonte, letterata veneziana e personaggio di spicco dell'epoca, lascia una testimonianza delle sue virtù:
(Moderata Fonte, Il Merito delle donne, Venezia, Domenico Imberti, 1600, p. 108)

Come segno dell'apice della sua fama, Celio Magno, il massimo poeta veneziano dell'epoca, gli indirizzò un sonetto laudativo nel quale si celebrano le sue mirabili virtù mediche paragonandolo a un nuovo Esculapio: 
Se da mortal periglio a vita scorto

spiro per te, novo Esculapio mio;

novo, e di grato cor medico anch'io

rimedio a te contra mestizia apporto.

Bevi a mensa con Febo in bel diporto

dentro il vaso ripien ch'ora t'invio,

del nettare di Bacco il dolce oblio

vital de l'egre menti ozio e conforto.

Così 'l ciel nel licor salute inspiri,

tal che raddoppi in te gli anni e la gioia,

e sembri un paradiso il tuo ristoro.

Pover è 'l don, ma s'a l'affetto miri

è ricco; e se con lui talor tua noia

fia spenta, potrà dirsi alto tesoro.»
(Celio Magno, Rime, a cura di Francesco Erspamer, Milano, Mursia, 1990, p. 326)

#### I Contatti con la famiglia
In seguito alla sua partenza Guarguanti perse i contatti con il resto della famiglia, elemento che fu causa di un'aspra lite con il fratello Bartolomeo. Dopo la morte del padre Paolo, Bartolomeo approfittò dell'assenza del fratello da Soncino per impossessarsi di un'ampia e iniqua parte dei beni famigliari, inclusi diversi terreni.
Al periodo veneziano risale anche la nascita del nipote Bartolomeo, omonimo del padre, particolarmente caro al Guarguanti. Motivo di tal affetto fu anche la decisione di seguire le orme dello zio intraprendendo gli studi di medicina. In seguito a una “laurea del dottorato con tanto applauso”, si separò dal padre trasferendosi nello Stato Pontificio, e a pari merito del padre fu iscritto da Paolo V all'ordine dei Sacri Canonici di San Giovan Laterano di Roma; poco dopo ottenne il titolo di Arciprete nel comune di Santa Vittoria in Matenano.
Orazio Guarguanti morì nel 1611 a Venezia per cause ignote, dopo anni di esercizio della professione e di diversi e discreti successi.

## La Teriaca

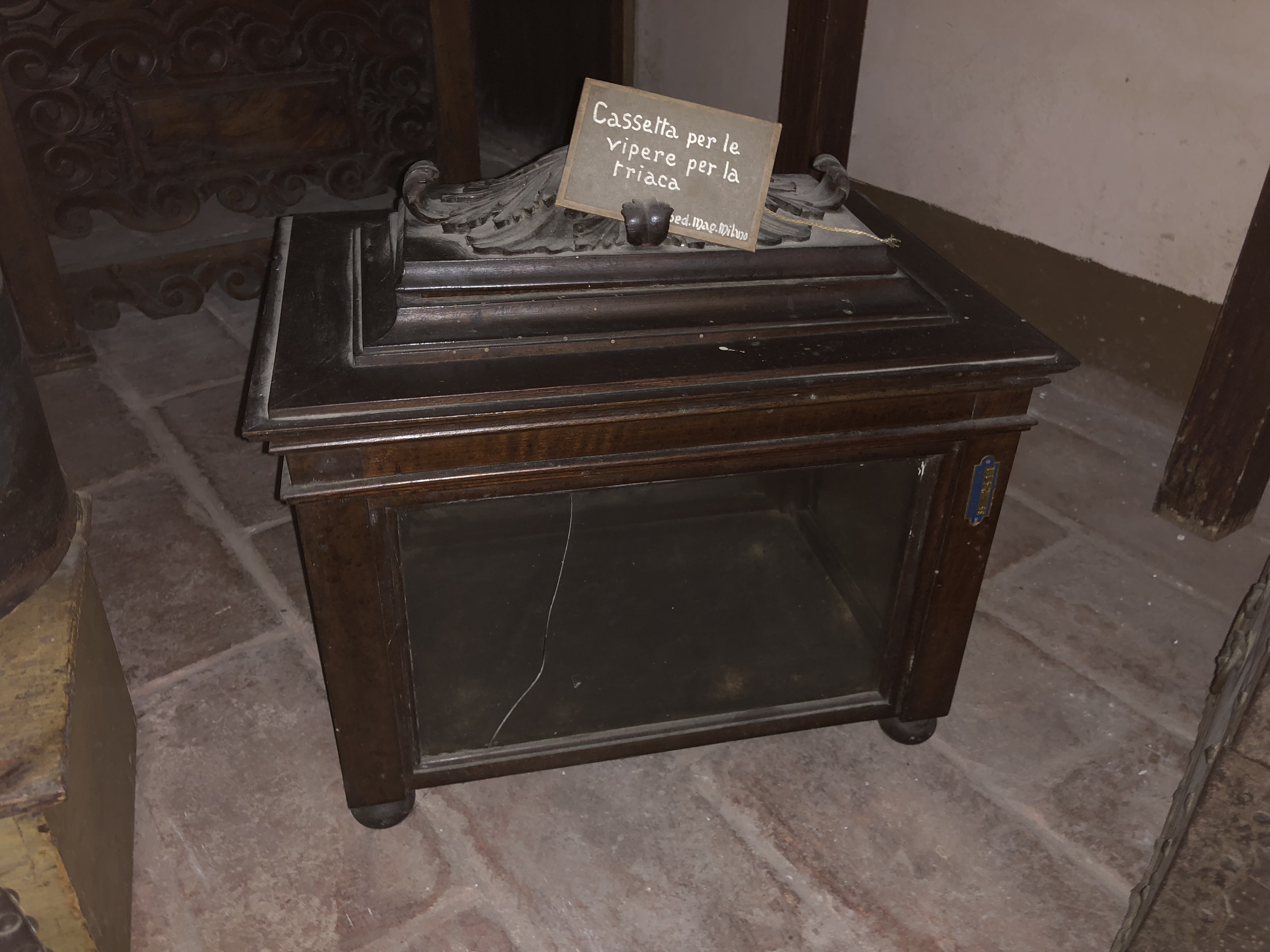
Contenitore per le vipere per la teriaca, Museo della storia della medicina dell'Università La Sapienza di Roma

Uno dei principali interessi e oggetti di studio del Guarguanti fu indubbiamente la Teriaca, un prodigioso polifarmaco che si pretendeva efficace contro ogni male. Il suo successo fu duraturo nel tempo; continuò ad essere preparata a Bologna fino a 1796, a Venezia presso la spezzieria “Testa d'oro” fino alla metà del '800 e a Napoli fino al 1906. Per la serenissima rappresentava inoltre un'opportunità di commercio: i contatti con l'oriente, portatori di un impareggiabile afflusso di merci e spezie rare, permettevano un'elevata qualità, distinguendo la variante veneziana dalle meno efficaci imitazioni diffuse per l'Italia. La sua preparazione era un vero e proprio evento pubblico: gli ingredienti necessari, comprendenti un ampio numero di erbe e spezie (zafferano, cannella, oppio, valeriana...) e carne di vipera, venivano esposti nei giorni precedenti in un clima quasi rituale, con tanto di accompagnamento musicale di trombe, pifferi e fiati vari. Come è evidente, il processo, al pari delle virtù del farmaco stesso, non si basa su pure conoscenze medico-scientifiche; frequenti sono i riferimenti alla magia e a credenze popolari. Nella sua opera Guarguanti descrive in un lungo elenco sintomi e patologie prevenute e curate dalla Teriaca: si spazia dal mal di piedi all'avvelenamento, da complicazioni epatiche a problemi di insonnia o incubi, da mal di gola all'aborto. Pare che l'efficacia del farmaco derivi dalla capacità di "riscaldare" il corpo, in modo da purificare l'utilizzatore. Nei tempi recenti l'unica qualità terapeutica riconosciuta effettivamente alla Teriaca è quella di antidolorifico oppiaceo.

## Opere a stampa

### Opere di carattere medico
- Orati Guarguanti soncinensis medici ac philophi Tria Opuscula hoc est De theriacae virtutibus pharaphrasis de mechioacani radice opusculum, ac de ovo gallinarum, & eius usu in febribus, Venetiis, Apud Io. Battistam Ciottum, 1595.
- Della theriaca, et sue mirabili virtù, Venezia, Giacomo Vincenti, 1596.
- Responsa varia, ad varias aegritudines. Et in primis tres tractatus, unus se dysenteria, alter de Morbo Gallico, & tertius de Febre Pestilentiali, & de Peste[...], Venetiis, Apud Ambrosium et Bartholomeum Dei, fratres, 1613.

### Opere letterarie
- Eccellenze di Maria Vergine in ottaua rima. Di Oratio Guarguante da Soncino medico phisico, Venezia, Gioliti, 1586.
- Delle miserie humane cento stanze morali d'Oratio Guarguante da Soncino medico fisico venetiano, Venezia, Giovanni Battista Ciotti, 1600.